# Хорошее убийство
«Хорошее убийство» (англ. Good Kill) — американский фильм 2014 года режиссёра Эндрю Никкола. Фильм был показан на 71-й Венецианском кинофестивале в рамках главной конкурсной программы, а также на Кинофестивале в Торонто.

## Сюжет
Майор Томас Иган пилотирует дроны ВВС США в странах Ближнего Востока. Несмотря на то, что он находится далеко от полей сражений, у него развивается посттравматическое расстройство.

## В ролях
- Итан Хоук — Томас Иган
- Дженьюэри Джонс — Молли Иган
- Зои Кравиц — Вера Суарес
- Джейк Абель — Джозеф Циммер
- Брюс Гринвуд — Джек Джонс

## Восприятие
Фильм получил положительные отзывы критиков. На сайте Rotten Tomatoes фильм имеет рейтинг 75 % на основе 89 рецензий со средним баллом 6,4 из 10. На сайте Metacritic фильм получил оценку 64 из 100 на основе рецензий 32 критиков, что соответствует статусу «в основном положительные рецензии».